# Врњачка Бања
Врњачка Бања је градско насеље у Србији и седиште истоимене општине у Рашком округу. Према попису из 2022. било је 9.252 становника. Највећа је бања у Србији, као и једна од најпосећенијих туристичких дестинација у држави.

## Географија и клима
Врњачка Бања је седиште општине Врњачка Бања. Налази се у централној Србији, у долини Западног Поморавља на надморској висини од 217 m, и административно припада Рашком округу. Удаљена је око 200 km јужно од Београда, 25 km од Краљева и 11 km од Трстеника. Смештена је између планине Гоч (1216 m) и Западне Мораве. Врњачка Бања је туристичко место првог степена, центар интегралне туристичке регије, налази се на 43°37' северне географске ширине и 20°53' источне географске дужине. Бањско насеље је делом на северним обронцима планине Гоч, која припада шумском-планинском комплексу који чине Копаоник, Јастребац, Столови и Жељин, према Западној Морави и јужним обронцима Гледићхих планина.
Просторно, општина Врњачка Бања припада групи мањих општина у Србији. Обухватајући простор средњег поља Западног Поморавља, општина Врњачка Бања се налази на инфраструктурном коридору Краљево-Крушевац. Магистралним, железничким и путним правцем повезана је преко Краљева и Крушевца са свим осталим подручјима у Србији, а путем преко Гоча и непосредно са Александровцем.
Клима Врњачке Бање је умерено континентална са утицајем планинске климе. Лета су са свежим јутрима и вечерима због ветра који дува са Гоча према Западној Морави, а зиме су снеговите и без оштрих мразева. Средња годишња температура износи 10,5 °C, а средња летња 20 °C.

### Минералне воде
У Врњачкој Бањи се налази седам минералних извора. То су: Топла вода, Слатина, Снежник, Језеро, Борјак, Бели извор и Врњачко врело, од којих се за терапије користе четири (Топла вода, Снежник, Језеро и Слатина) док се воде са три извора флаширају као природне минералне воде (Вода Врњци - Борјак, Борјак 3 и Белимарковац за Елемент воду).
Врњачке минералне воде се примењују код лечења:
- шећерних болести
- стање после прележане заразне жутице
- хроничног запаљења црева и желуца
- болест жучне кесе и жучних путева
- чира у желуцу и дванаестопалачном цреву
- болест бубрежне карлице, мокраћне бешике и мокраћних путева и других болести.

## Историја
Врњачка Бања има веома дугу традицију лечилишта. На врњачком топлом минералном извору у времену од II до 4. века Римљани су изградили лечилиште и опоравилиште AQUAE ORCINAE. О томе сведоче и археолошки налази у ужем језгру римске бање, односно, базена за купање, римског извора топле минералне воде (Fons Romanus) и мноштво кованог новца који остављан у лековитом извору. Овде су на лечење и опоравак махом долазили римски легионари, као и романизована аристократија староседелаца.
По једној причи, до 18. века се у Врњцима налазила велика борова шума, која је исечена по налогу новопазарског аге, чија је жена обљубљена када је овај разапео шатор у шуми. Даље по причи, остављен је само један бор о који се, из срамоте, обесио сеоски кнез - велико стабло се могло видети у бањи 1930-тих.
Развој модерне Врњачке Бање започео је 1868. године радом Оснивачког друштва, најстарије туристичке организације на Балкану. По једној причи, прва сезона у бањи је била 1870, ординирајући доктор је био Фрања Рибникар, отац оснивача „Политике”, срески лекар у Трстенику. Између 1882. и 1887. године у Бањи је изграђен Дворац Белимарковића.
У бањи је 1935. било 28.000 пријављених гостију и преко 50.000 туриста и оних на кратком боравку, по чему је ово било најпосећеније место у Југославији. Овде постоји више вила, хотела, пансиона и гостионица саграђених крајем 19. и почетком 20. века.
- Бања у међуратном периоду
- Дворац Белимарковића
- Чајкино брдо
- Мост Даљинар
- Спомен-парк Попина, Штулац

### Значајне године
- 1833 - Територије на којој се налази Врњачка Бања припојене Кнежевини Србији
- 1834 - Завршена градња храма Рождества Пресвете Богородице у Врњачкој Бањи
- 1835 - Сигисмунд Аугуст Волфганг барон Хердер извршио прву анализу врњачке топле минералне воде
- 1868 (1. јула по старом календару) - У Крушевцу основано Основателно фундаторско друштво кисело-вруће воде у Врњцима
- Јул 1869 - Званично отворена прва сезона у Врњачкој Бањи
- 1869 - Основана ОШ „Попински борци” Врњачка Бања
- 1875 - Сима Лозанић извршио прву потпуну анализу врњачке минералне воде
- 1883 - Врњачка Бања од Основателног фундаторског друштва кисело-вруће воде у Врњцима прешла под ингеренцију државе
- 1885 - Одређене прве границе бањског рејона
- 1892 - Генерал Јован Белимарковић изградио први водовод у Врњачкој Бањи
- 1905 - Набављена прва парна машина за производњу електричне енергије
- 1910 - Први воз прошао је кроз железничку станицу у Врњцима на прузи Сталаћ-Пожега

- 9. новембар 1915 - Аустроугарска војска окупирала Врњачку Бању
- 19. октобар 1918 (стари календар) - Ослобођена Врњачка Бања
- 1929 - Изграђена модерна електрична централа
- 30. децембар 1933 - У Београду основано Друштво пријатеља Врњачке Бање
- 1941, почетком - Довршава се зграда клинике.[5]
- 17. новембар 1941 - Почела са радом Самоуправна реална гимназија
- 14. октобар 1944 - Ослобођена Врњачка Бања од немачких окупатора
- 1955 - Врњачка Бања припала Срезу Краљево
- 1962 - Поново отворена гимназија у Врњачкој Бањи
- 1983 - Нова аутобуска станица[6]
- 2011 – основан Факултет за хотелијерство и туризам[7]

## Привреда
Главна привредна грана у Врњачкој Бањи је туризам. Као једна од водећих туристичких дестинација у Србији, Врњачка Бања предњачи у увођењу иновативности у презентовању туристичких потенцијала. Врњачка Бања је једна од ретких туристичких дестинација у Србији у којој егзистира туристичка картица под називом Serbian Tourist & Shopping Card посредством које је могуће остварити читав низ попуста при куповини роба или услуга. Картица је намењена како туристима, тако и резидентима Врњачке Бање. Међутим сем туризма за привреду Врњачке Бање битна су предузећа:
- Специјална болница Меркур - једна од водећих здравствених установа у Србији[8]
- Бели Бор - предузеће за производњу и прераду дрвета
- Вода Врњци - предузеће за флаширање минералне воде које је са експлоатацијом минералне воде почело 1970. године.
- Интерклима - предузеће за промет, инжењеринг, пројектовање и извођење грађевинских, термо, електро, гасних и хидротехничких инсталација, уређаја и постројења
- ДЕЦО д.о.о. - предузеће за извођење електроинсталационих радова

## Култура
У Врњачкој бањи се традиционално организује Фестивал филмског сценарија у Врњачкој Бањи. Једна од традиционалних манифестација је Врњачки карневал.
Догађаје из области културе на нивоу општине координише и организује Културни центар Врњачка Бања.
У бањи се налази неколико историјски и архитектонски значајних зграда, као што је Дворац Белимарковића .
На простору општине налазе се и бројне скулптуре вајара као што су: Матија Вуковић, Ернст Неизвесни, Светомир Арсић Басара, Олга Јанчић, Алина Шапошњикова, Момчило Крковић, Милија Глишић, Петар Хаџи Бошков, Франце Ротар, Богдан Богдановић, Стефан Маневски, Павле Пејовић и други.
У бањи се одржава  Велики митинг поезије.
Култура сећања и анти-фашистичка традиција се баштини у општини кроз низ јавних споменика и бисти учесника борбе против окупатора. Знаменит симбол града у овом домену културе сећања је Спомен-парк Попина.
Овде се налази Чајкино брдо.

## Религија
На територији Врњачке Бање се налази следећи верски објекти:
- Црква Рођења Пресвете Богородице у Врњачкој Бањи
- Црква Живоносног Источника Пресвете Богородице у Врњачкој Бањи
- Црква Светог Саве у Грачацу
- Црква Свете Богородице у Станишинцима
- Манастир Стубал
- Капела Белимарковића у Врњачкој Бањи

## Спорт
Спорт у Врњачкој Бањи је солидно развијен. Спортско рекреациони центар „Рај“ са три фудбалска терена и атлетском стазом је најзначајнији спортски објекат у Врњачкој Бањи. Сем њега у бањи се налази још и Стадион малих спортова „Коцка“ на коме се може играти кошарка, мали фудбал и рукомет. У месту постоји неколико затворених базена који се налазе у склопу хотела, док је у току лета отворен Олимпијски базен. У средишту парка се налазе и два тениска терена на шљаци. Одбојка се може играти у фискултурној сали Гимназије Врњачка Бања.
Спортски клубови
- боксерски клуб
- рукометни клуб „Гоч"
- стонотениски клуб „Гоч"
- фудбалски клуб "Гоч"
- фудбалски клуб "Volley"
- фудбалски клуб „Врњачка Бања"
- одбојкашки клуб „Партизан 2012" Вранеши
- пливачко-ватерполо клуб „Гоч Бели Извор"
- кошаркашки клуб „Гоч Аутопревоз"
- школа кошарке „Баскет"
- тениски клуб „Гоч“
- бодибилдинг клуб „Звезда"
- шаховски клуб „Липова"
- шаховски клуб „Гоч"
- карате клуб „Гоч"
- Теквондо Клуб

### Демографија
У насељу Врњачка Бања живи 8.421 пунолетних становника, а просечна старост становништва износи 44,2 година (42,6 код мушкараца и 45,6 код жена).
Ово насеље је највећим делом насељено Србима (према попису из 2011. године), а у последњем попису становништва примећен је опад у броју становника)
|             | \| Демографија[11] \| Демографија[11] \| Демографија[11] \| \| Година \| Становника \| Становника \| \| --------------- \| --------------- \| --------------- \| \| 1948. \| 2.355 \| \| \| 1953. \| 3.158 \| \| \| 1961. \| 4.971 \| \| \| 1971. \| 6.520 \| \| \| 1981. \| 9.699 \| \| \| 1991. \| 9.812 \| 9.568 \| \| 2002. \| 9.877 \| 10.273 \| \| 2011. \| 10.004 \| \| \| 2022. \| 9.252 \| \| |            |
| Демографија | |            |
| Година      | Становника | Становника |
| 1948.       | 2.355 |            |
| 1953.       | 3.158 |            |
| 1961.       | 4.971 |            |
| 1971.       | 6.520 |            |
| 1981.       | 9.699 |            |
| 1991.       | 9.812 | 9.568      |
| 2002.       | 9.877 | 10.273     |
| 2011.       | 10.004 |            |
| 2022.       | 9.252 |            |

| Етнички састав према попису из 2002.‍ | Етнички састав према попису из 2002.‍ | Етнички састав према попису из 2002.‍ | Етнички састав према попису из 2002.‍ | Етнички састав према попису из 2002.‍ |
| ------------------------------------ | ------------------------------------ | ------------------------------------ | ------------------------------------ | ------------------------------------ |
|                                      |                                      |                                      |                                      |                                      |
| Срби                                 | Срби                                 |                                      | 9.459                                | 95,76%                               |
| Црногорци                            | Црногорци                            |                                      | 79                                   | 0,79%                                |
| Југословени                          | Југословени                          |                                      | 46                                   | 0,46%                                |
| Македонци                            | Македонци                            |                                      | 20                                   | 0,20%                                |
| Хрвати                               | Хрвати                               |                                      | 19                                   | 0,19%                                |
| Мађари                               | Мађари                               |                                      | 15                                   | 0,15%                                |
| Роми                                 | Роми                                 |                                      | 14                                   | 0,14%                                |
| Руси                                 | Руси                                 |                                      | 6                                    | 0,06%                                |
| Бугари                               | Бугари                               |                                      | 6                                    | 0,06%                                |
| остали                               | остали                               |                                      | 8                                    | 0,08%                                |
| непознато                            | непознато                            |                                      | 145                                  | 1,46%                                |

| \| \| м \| \| \| ж \| \| ? \| 58 \| \| \| 60 \| \| 80+ \| 93 \| \| \| 120 \| \| 75—79 \| 122 \| \| \| 208 \| \| 70—74 \| 244 \| \| \| 307 \| \| 65—69 \| 337 \| \| \| 362 \| \| 60—64 \| 280 \| \| \| 363 \| \| 55—59 \| 184 \| \| \| 290 \| \| 50—54 \| 318 \| \| \| 404 \| \| 45—49 \| 410 \| \| \| 412 \| \| 40—44 \| 340 \| \| \| 405 \| \| 35—39 \| 306 \| \| \| 335 \| \| 30—34 \| 255 \| \| \| 298 \| \| 25—29 \| 272 \| \| \| 318 \| \| 20—24 \| 349 \| \| \| 293 \| \| 15—19 \| 306 \| \| \| 303 \| \| 10—14 \| 308 \| \| \| 311 \| \| 5—9 \| 251 \| \| \| 230 \| \| 0—4 \| 204 \| \| \| 221 \| \| Просек : \| 40,0 \| \| \| 42,3 \| |      |  |  |      |
| |      |  |  |      |
| | м    |  |  | ж    |
| ? | 58   |  |  | 60   |
| 80+ | 93   |  |  | 120  |
| 75—79 | 122  |  |  | 208  |
| 70—74 | 244  |  |  | 307  |
| 65—69 | 337  |  |  | 362  |
| 60—64 | 280  |  |  | 363  |
| 55—59 | 184  |  |  | 290  |
| 50—54 | 318  |  |  | 404  |
| 45—49 | 410  |  |  | 412  |
| 40—44 | 340  |  |  | 405  |
| 35—39 | 306  |  |  | 335  |
| 30—34 | 255  |  |  | 298  |
| 25—29 | 272  |  |  | 318  |
| 20—24 | 349  |  |  | 293  |
| 15—19 | 306  |  |  | 303  |
| 10—14 | 308  |  |  | 311  |
| 5—9 | 251  |  |  | 230  |
| 0—4 | 204  |  |  | 221  |
| Просек : | 40,0 |  |  | 42,3 |

| Година пописа     | 1948. | 1953. | 1961. | 1971. | 1981. | 1991. | 2002. |
| ----------------- | ----- | ----- | ----- | ----- | ----- | ----- | ----- |
| Број домаћинстава | 807   | 1.017 | 1.677 | 2.302 | 3.412 | 3.436 | 3.703 |

| Број чланова      | 1   | 2     | 3   | 4   | 5   | 6  | 7  | 8 | 9 | 10 и више | Просек |
| ----------------- | --- | ----- | --- | --- | --- | -- | -- | - | - | --------- | ------ |
| Број домаћинстава | 917 | 1.014 | 665 | 758 | 232 | 89 | 23 | 1 | 2 | 2         | 2,67   |

| Пол    | Укупно | Неожењен/Неудата | Ожењен/Удата | Удовац/Удовица | Разведен/Разведена | Непознато |
| ------ | ------ | ---------------- | ------------ | -------------- | ------------------ | --------- |
| Мушки  | 3.874  | 1.044            | 2.521        | 154            | 126                | 29        |
| Женски | 4.478  | 895              | 2.537        | 725            | 299                | 22        |
| УКУПНО | 8.352  | 1.939            | 5.058        | 879            | 425                | 51        |

| Пол    | Укупно                    | Пољопривреда, лов и шумарство | Рибарство                            | Вађење руде и камена | Прерађивачка индустрија       |
| ------ | ------------------------- | ----------------------------- | ------------------------------------ | -------------------- | ----------------------------- |
| Мушки  | 1.670                     | 30                            | 0                                    | 0                    | 487                           |
| Женски | 1.595                     | 19                            | 0                                    | 0                    | 309                           |
| Укупно | 3.265                     | 49                            | 0                                    | 0                    | 796                           |
|        |                           |                               |                                      |                      |                               |
| Пол    | Производња и снабдевање   | Грађевинарство                | Трговина                             | Хотели и ресторани   | Саобраћај, складиштење и везе |
| Мушки  | 28                        | 76                            | 217                                  | 172                  | 114                           |
| Женски | 17                        | 31                            | 280                                  | 212                  | 50                            |
| Укупно | 45                        | 107                           | 497                                  | 384                  | 164                           |
|        |                           |                               |                                      |                      |                               |
| Пол    | Финансијско посредовање   | Некретнине                    | Државна управа и одбрана             | Образовање           | Здравствени и социјални рад   |
| Мушки  | 19                        | 103                           | 109                                  | 55                   | 94                            |
| Женски | 19                        | 76                            | 94                                   | 116                  | 259                           |
| Укупно | 38                        | 179                           | 203                                  | 171                  | 353                           |
|        |                           |                               |                                      |                      |                               |
| Пол    | Остале услужне активности | Приватна домаћинства          | Екстериторијалне организације и тела | Непознато            | Непознато                     |
| Мушки  | 84                        | 0                             | 0                                    | 82                   | 82                            |
| Женски | 58                        | 0                             | 0                                    | 55                   | 55                            |
| Укупно | 142                       | 0                             | 0                                    | 137                  | 137                           |

## Познати Врњчани
- Љубодраг Симоновић, бивши кошаркаш, филозоф и књижевник
- Славко Бањац, певач народне музике
- Звонимир Ђукић, оснивач, гитариста и вокал групе Ван Гог
- др Душан Радић, књижевник и лекар
- Јован Миодраговић, педагог и члан главног просветног савета Краљевине Србије
- Миодраг Б. Протић, сликар и ликовни теоретичар и критичар,
- др Владета Вуковић, књижевник, професор и академик
- Милан Д. Сотировић, историчар
- Игор Гочанин, прослављени ватерполиста, освајач златне олимпијске медаље
- Милан Крчмаревић, фотограф и власник прве модерне фотографске радње
- др Драгутин Живадиновић, лекар, власник санаторијума „Др Живадиновић“ (данас хотел „Александар") и научник, нарочито активан у пољу испитивања дејства минералних вода
- др Тома Милић, лекар и власник првог модерног санаторијума „Свети Ђорђе"
- Станоје Бојовић, фотограф
- Влада Беланијан, књижевник и дугогодишњи управник народне библиотеке „Др Душан Радић"
- Драган Драшковић, историчар и вишегодишњи директор Народног музеја Краљево

## Галерија
- Централни део Парка у Врњачкој Бањи
- Централни део Парка у Врњачкој Бањи
- Возом кроз Врњачку Бању
- Шеталиште у Врњачкој бањи
- Споменик Александру I Карађорђевићу
- Парк у оквиру комплекса извора Снежник
- Зграда извора Снежник
- Библиотека др Душан Радић
- Извор Слатина
- Извор Језеро
- Извор Топла вода
- Јапански врт
- Јапански врт
- Филмски мост „Ко то тамо пева”
- Врњачка Бања
- Локвањи у Врњачкој Бањи
- Јесен у Врњачкој Бањи
- Статуа у дворишту Замка Белимарковић
- Замак Белимарковић
- Улаз у Замак Белимарковића